# Paragripopteryx garbei
Paragripopteryx garbei är en bäcksländeart som först beskrevs av Navás 1936.  Paragripopteryx garbei ingår i släktet Paragripopteryx och familjen Gripopterygidae. Inga underarter finns listade i Catalogue of Life.